# Parc éolien de Laucourt-Beuvraignes
Le parc éolien de Laucourt - Beuvraignes est un parc éolien français mis en service en 2009, situé sur le territoire des communes de Laucourt et de Beuvraignes.

## Localisation
Le parc éolien de Laucourt-Beuvraignes est situé sur le plateau du Santerre, dans le département de la Somme, il a été réalisé par la société Valorem avec le soutien des collectivités locales et des services de l’État.

## Caractéristiques
La création de ce parc éolien a été décidée en 2003, et sa réalisation a été entreprise après une étude d’impact afin d'intégrer dans la cohérence et le respect du paysage. Ce parc est composé de huit éoliennes d'une capacité unitaire de 2,5 MW, donc 20 MW au total. Il produit environ 55 000 MWh/an.
La production de cette électricité permet d’éviter, chaque année, l’émission de 38 000 tonnes de dioxyde de carbone. Le parc éolien participe ainsi aux objectifs fixés par l’État français en conformité avec le Protocole de Kyoto, encadrés depuis par l’appel d’offre ÉOLE 2005 et le Grenelle de l’Environnement.
À son origine, le parc éolien de Laucourt-Beuvraignes doit produire de l’électricité pendant vingt années. Arrivées en fin de vie, les éoliennes doivent alors, soit être remplacées par des machines plus puissantes, soit démantelées et le site remis en état.

## Pour approfondir